# بسامد (فیلم)
«بسامد» (انگلیسی: Frequencies) فیلمی در ژانر علمی–تخیلی است که در سال ۲۰۱۳ منتشر شد.